# Junichi Inamoto
Junichi Inamoto (Yūsui (Kagoshima, Japan), 18. rujna 1979.) je japanski nogometaš.

## Klupska karijera
Igrao je između ostalog za Gamba Osaka, Arsenal, Galatasaray, Eintracht Frankfurt, Stade Rennais i Kawasaki Frontale.

## Reprezentativna karijera
Za japansku reprezentaciju igrao je od 2000. do 2010. godine. Za japansku reprezentaciju odigrao je 82 utakmice postigavši 5 pogodaka.
S japanskom reprezentacijom Junichi Inamoto je igrao na tri svjetska prvenstva (2002., 2006. i 2010.) dok je 2000. s Japanom osvojio AFC Azijski kup.

## Statistika
| Japan  | Japan | Japan |
| Godina | Nas.  | Gol.  |
| ------ | ----- | ----- |
| 2000.  | 14    | 0     |
| 2001.  | 11    | 1     |
| 2002.  | 10    | 2     |
| 2003.  | 10    | 1     |
| 2004.  | 6     | 0     |
| 2005.  | 10    | 0     |
| 2006.  | 4     | 0     |
| 2007.  | 3     | 0     |
| 2008.  | 2     | 0     |
| 2009.  | 4     | 1     |
| 2010.  | 8     | 0     |
| Ukupno | 82    | 5     |

## Vanjske poveznice
- National Football Teams
- Japan National Football Team Database